# Soundpainting
Soundpainting es una lengua de signos creada por el compositor neoyorquino Walter Thompson, para músicos, actores, bailarines, poetas y artistas visuales. Actualmente, la lengua está compuesta por más de 1.500 gestos que son signados por el compositor o la compositora - Soundpainter, indicando el tipo de material que desea que sea realizado por los participantes. La dirección de la composición/improvisación será definida por los parámetros de cada gesto dado por el o la Soundpainter.

## La estructura del Soundpainting
Los gestos del Soundpainting están agrupados en dos categorías básicas: gestos de función (del inglés Function Gestures) y gestos de esculpir (del inglés Sculpting Gestures). Los gestos de esculpir indican qué tipo de material será realizado y también cómo será realizado. Los gestos de función indican quién realizará el material y cuándo comenzará a ejecutarlo.
La sintaxis del Soundpainting sigue el orden Quién, Qué, Cómo y Cuándo. Para ello, las dos categorías básicas son divididas en seis subcategorías: identificadores, contenido, modificadores, entradas, modos y paletas.
1 – Los identificadores están en la categoría de los gestos de función e indican Quién. De esos, podemos citar: todo el grupo, maderas, metales, actores, bailarines, grupo (grupo 1, grupo 2, grupo 3 etc.), resto del grupo, etc.
2 – Los gestos de contenido están en la categoría de los gestos de esculpir e identifican Qué tipo de material debe ser ejecutado. Por ejemplo, minimalismo, nota larga, etc.
3 – Los modificadores están en la categoría de los gestos de esculpir e indican Cómo un material debe ser tocado. Por ejemplo los reguladores de volumen y de tiempo.
4 – Los gestos de entrada están en la categoría de los gestos de función e indican Cuándo iniciar o Cuándo parar.
5 – Los Modos están en la categoría de los gestos de esculpir y son gestos de contenido que engloban parámetros específicos para la ejecución. Scanning, Point to Point y modo de lanzamiento son ejemplos de Modos.
6 – Las Paletas están en la categoría de los gestos de esculpir. En principio son gestos de contenido (aunque puedan indicar también otros parámetros) que identifican algún material compuesto o ensayado de antemano.

## Historia del Soundpainting
En 1974, tras asistir algunos años al Berklee College of Music, Walter Thompson se mudó a Woodstock (Nueva York). Allí ganó una beca del National Endowment on the Arts para estudiar composición e instrumentos de madera con Anthony Braxton. Durante ese periodo, Walter Thompson también estudió danza improvisación con Ruth Ingalls.
Woodstock en los años 70 era un gran núcleo de producción musical. La Creative Music School (CMS), fundada por Karl Berger, Don Cherry y Ornette Coleman invitó a compositores e intérpretes como John Cage, Ed Blackwell, Carlos Santana, Don Cherry, Anthony Braxton y Carla Bley para dar un taller de dos semanas a los estudiantes. La CMS estaba cerrada durante el verano, pero muchos de sus estudiantes permanecían en Woodstock. Entonces, Thompson organizaba jam sessions con esos estudiantes. A partir de esas sesiones, Thompson formó su primera orquesta y produjo una serie de conciertos en Woodstock. El foco de la orquesta era la improvisación jazzística en grupo. En esa época, Thompson comenzó a experimentar con señales gestuales. Fueron creados gestos básicos que indicaban, por ejemplo, improvisación con notas largas o con estilo puntillista.
Thompson se mudó a Nueva York en 1980 y formó la Walter Thompson Orchestra (en la época, llamada The Walter Thompson Big Band) en 1984. Durante el primer año de la orquesta, al dirigirla en una performance en Brooklyn, Thompson necesitó comunicarse con la orquesta en medio de una pieza. Los músicos estaban tocando una sección de improvisación en la que la trompeta número 2 estaba ejecutando un solo. Thompson quería que, durante el solo, los demás trompetistas crearan una base. No queriendo imitar a directores que solían gritar o hablar en alto con la orquesta, Thompson decidió usar las mismas señales que había creado en Woodstock. Entonces gesticuló: Trompeta 1, base, con, 2 compases, Siente; mírame, 4 tiempos (en el original: Trumpet 1, Background, With, 2-Measure, Feel; Watch Me, 4 Beats). Lo intentó, pero el grupo no respondió. En el siguiente ensayo, los miembros de la orquesta preguntaron lo que eran aquellas señales y él les contó lo que había querido transmitirles. Con ayuda de la orquesta, Thompson continuó desarrollando el lenguaje. En los diez años siguientes Thompson transformó el Soundpainting en un lenguaje de signos que permitía crear composiciones enteras en vivo. Él siguió desarrollando nuevos gestos y a comienzo de 1990 expandió el lenguaje para incluir en la composición a actores, bailarines, poetas y artistas visuales.
Desde el final de la década de 1990 Thompson se ha dedicado a difundir el Soundpainting sin dejar de desarrollar la lengua.
En 2013 fue creada la Federación Internacional de Soundpainting, con sede en Lyon (Francia). Entre sus objetivos está la creación de un curriculum académico para la enseñanza del Soundpainting.

## Una lengua viva
El Soundpainting es una lengua viva y en constante crecimiento. Las lenguas habladas están cambiando y creciendo todo el tiempo. Sea por necesidad o por transición entre generaciones, el ser humano inherentemente crea nuevos conceptos y modifica los viejos para adaptarse a la contemporaneidad. Nuevas palabras son creadas, las viejas caen en desuso, jergas y abreviaciones son desarrolladas, etc. El Soundpainting también sigue ese patrón de desarrollo. Para encaminar correctamente las necesidades de crecimiento y evitar que la lengua se divida en centenares de dialectos y dialectos, todos los años los soundpainters expertos se reúnen a fin de desarrollar el lenguaje en un evento llamado Soundpainting Think Tank. Cada Think Tank es una conferencia anual en que Walter Thompson invita a Soundpainters del mundo entero para compartir ideas y ayudar a desarrollar el lenguaje en todas las disciplinas por ella comprendidas. En 2011, hubo 16 Think Tanks.
El Soundpainting ha crecido y se ha convertido en un lenguaje gestual internacional para la composición en vivo, usada en varios países alrededor del mundo, tanto con objetivos profesionales, como educacionales.

## Festivales
Además de los Think Tanks, muchos lugares han realizado festivales de soundpainting, como, por ejemplo, el Soundpainting Festival, que acontece en Francia.

## Soundpainting fuera de Estados Unidos

### Brasil
En Brasil el soundpainting fue introducido por el flautista Bruno Faria, primer brasileño en tener una certificación oficial en el lenguaje. Faria introdujo el soundpainting en la UFES y en la UFJF, universidades en las que enseñó. En Victoria fundó la Orquesta Brasileña de Soundpainting, primer grupo dedicado al lenguaje en América Latina.
En 2011, después de la presencia de Walter Thompson en Bello Horizonte, para el primer FIMPRO - Festival Internacional de Improvisação, fue creado el Soundpainting BH, grupo multidisciplinar dedicado al lenguaje, coordinado por João Paulo Prazeres.
En 2013, surgió el Soundpainting Río, organizado por el soundpainter Taiyo Omura. Desde entonces, el soundpainting se ha expandido por el país y, actualmente, diversas ciudades brasileñas cuentan con núcleos artísticos destinados al estudio y práctica del Soundpainting. Principalmente podemos citar - además de Belo Horizonte y Río de Janeiro - Curitiba, Salvador y São Paulo.

### España
La compañía Soundpainting Madrid dirigida por Ricardo Gassent programa de manera regular cursos, seminarios, residencias artísticas y espectáculos de soundpainting multidisciplinar. Ricardo colabora de forma habitual con Walter Thompson en Think Tanks de soundpainting y en talleres y master classes internacionales.